# Abraham Matthys
Abraham Matthijs (Matthijssens, Matthyssens, Antwerpen, 1581  - Antwerpen, 9 februari 1649), was een Antwerps schilder en kunstverzamelaar en vooral bekend om het schilderij 'De dood van Maria' die thans in de Onze-Lieve-Vrouwekathedraal te Antwerpen hangt.  Hij werkte af en toe voor Peter Paul Rubens bij diens grote opdrachten (Torre de la Parada, Madrid). Hij schilderde voornamelijk Bijbelse taferelen en marines.